# 第一代阿德里安男爵埃德加·阿德里安
第一代阿德里安男爵埃德加·阿德里安，OM，PRS（英語：Edgar Adrian, 1st Baron Adrian，1889年11月30日—1977年8月4日），英国电生理学家，曾任剑桥大学教授、英国皇家学会会长。他运用单纤维记录技术，在传入神经纤维上证明感觉刺激的强度是以冲动发放频率编码的；后又证明中枢通过运动神经纤维对肌肉传送信息，也用同样编码原则。1932年，阿德里安和查尔斯·斯科特·谢灵顿，由于“关于神经功能方面的发现”共获诺贝尔生理学或医学奖。

## 早期
阿德里安威斯特敏斯特学校就读，之后在剑桥大学三一学院学习自然科学，1911年毕业。1913年他因对神经的研究获得三一学院奖学金。1915年他获得医学学位，之后在圣巴托罗谬医院从事神经系统受损的士兵的救治工作，也包括一些精神障碍的病人。战后，阿德里安回到剑桥，担任讲师，获得了博士学位。1925年前后，开始用电方法来研究人类的感觉。

### 研究生涯
在凯斯·卢卡斯研究的基础上，阿德里安使用毛细管电量计和阴极射线管来放大神经系统产生的信号，能够记录单神经纤维在物理激发下的电信号 
1928年阿德里安发表的关键结果表明，皮肤在等同的激发下，最初响应很强，但逐渐随时间衰减。即神经系统传递感觉冲动时，强度是固定的，但频率随时间延长而下降。他将蟾蜍的胸皮肌拉长，发现拉得越长，神经冲动的频率就增加，因此他推断信息的传送靠频率的改变。他开始研究脑部和中枢神经中对应不同冲动的区域。
后来，阿德里安使用汉斯·博尔格尔发明的脑电描记术来研究人类脑部的电活动，还研究过嗅觉。